# 嘎义木 (法蒂玛哈里发)
嘎义木·比阿穆爾·阿拉（阿拉伯語：القائم بأمر الله الفاطمي）是法蒂瑪王朝的第二任哈里發，934年至946年在位。
嘎义木是阿布達拉·馬赫迪之子。儘管他在位期間從未離開馬赫迪耶王宮，法蒂瑪王朝的疆域持續擴大，佔領西西里島。嘎义木於946年去世，由其子伊斯瑪儀·曼蘇爾繼位。